# Volker Zerbe
Volker Zerbe, nemški rokometaš, * 30. junij 1968.
Leta 2004 je na poletnih olimpijskih igrah v Atlanti v sestavi nemške reprezentance osvojil srebrno olimpijsko medaljo.